# 1994年远东及南太平洋残疾人运动会
第六届远东及南太平洋地区残疾人运动会（FESPIC Beijing ’94）于1994年9月4日至9月10日在中华人民共和国首都北京市举行，这是中国首次承办综合性国际残疾人体育赛事，也是1990年亚洲运动会成功举办和1993年北京首次申奥失败后北京市第一次承办国际性综合运动会。本届运动会有42个国家和地区参加，共打破或超过98项次残疾人运动世界纪录。
在本届远南运动会期间，远南运动会联合会于1994年9月6日召开代表大会，畑田和男当选为远南运动会联合会主席，前任联合会主席方心讓成为远南运动会联合会名誉主席。

## 筹办过程
中国残疾人体育始于20世纪50年代，1982年首次派代表团参加远东及南太平洋残疾人运动会（当时为在香港举办的第三届），次年中国残奥委员会的前身中国伤残人体育协会成立，中国亦于1984年参加纽约残奥会并主办首届全国残运会，逐渐参与到综合性国际残疾人体育赛事中。
1989年9月20日，时任远南残疾人运动会联合会主席方心讓在神户第五届远南运动会闭幕式上宣布第六届远南运动会由中国北京承办，此时距北京亚运会开幕还有1年零2天，但当时并没有全亚洲性质的残奥区域组织，“亚残运会”的概念亦无从谈起。1991年5月15日，第一版《中华人民共和国残疾人保障法》实施，1992年3月在广州举办的第3届全国残运会成为残疾人保障法实施后在中国举办的首届残疾人综合体育赛事。
1991年5月下旬，中华人民共和国国务院正式批准成立第六届远东及南太平洋地区残疾人运动会组织委员会，由22个部委和团体以及北京市有关部门组成，组委会主席为中国残疾人联合会时任主席邓朴方，常务副主席为北京市副市长张百发、国家体委副主任徐寅生，秘书长为万嗣铨（同时也是北京奥申委秘书长）。由于当时中国正申办2000年夏季奥林匹克运动会，且若申奥成功，按惯例也将主办同年残奥会，组委会对此次远南运动会寄予厚望。然而在此次远南运动会前一年，北京以两票之差不敌悉尼，未能获得2000年奥运会主办权。
1994年8月20日，远南组委会完成第二次合练，标志着本届远南运动会已具备比赛条件。

## 选手村及场馆

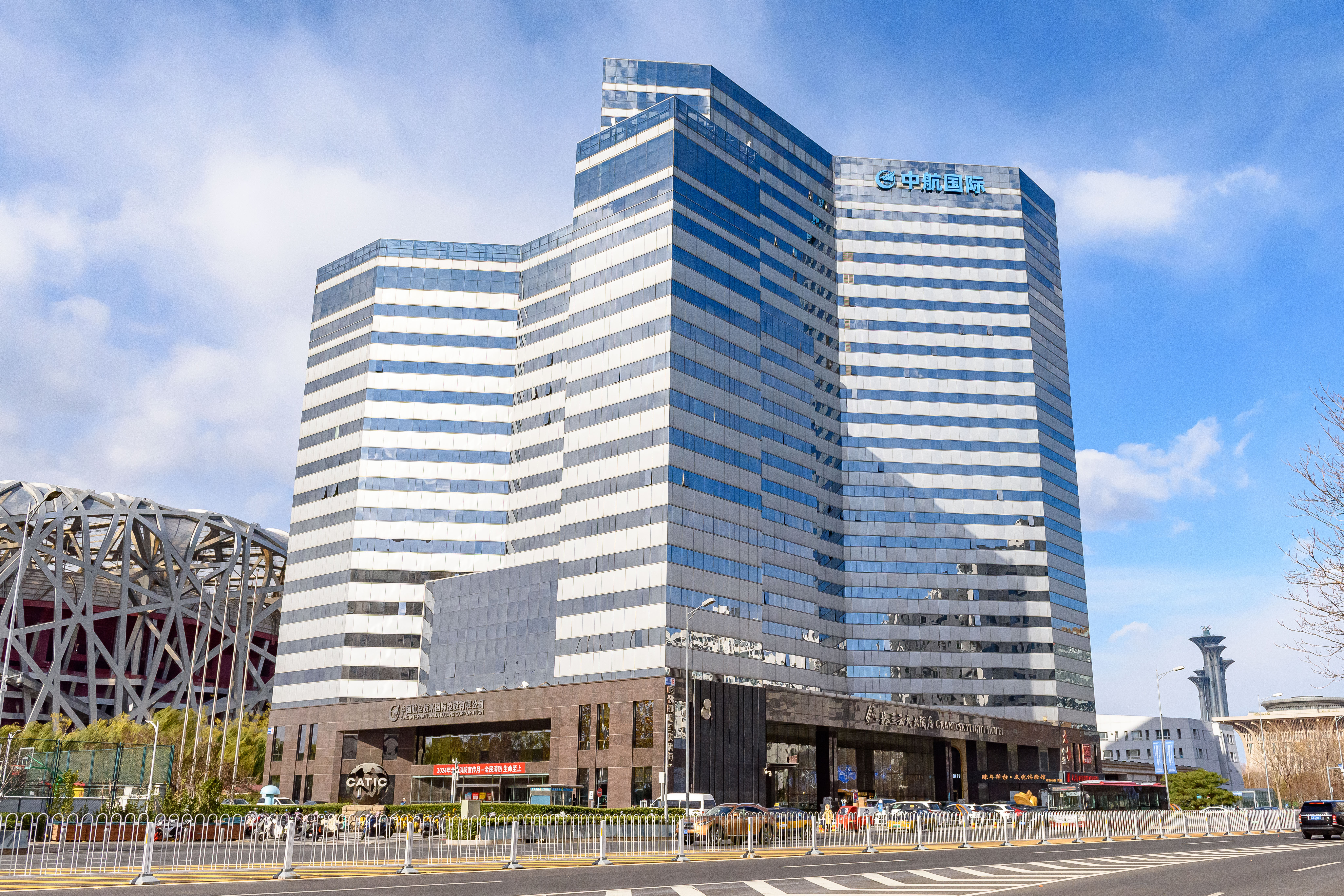
远南大厦现为北京凯迪克格兰云天大酒店，外立面也已于2007年被改造为现状

本届远南运动会的运动员村是位于北京亚运村西侧的远南大厦（也称“远南饭店”），该建筑由北京市建筑设计研究院设计，高度87米，1992年10月26日开工，1994年7月竣工，内部按無障礙環境设计，首层不设台阶，以便轮椅自由进出，13部电梯的按钮均设有盲文标志，各房间的房门也加宽至可容许轮椅进出，全楼所有卫生间均有特制护栏。1994年8月25日，中国体育代表团在集训完毕后率先入驻远南大厦，首支抵京的境外代表队则是8月28日到达的汤加代表团。
本届远南运动会的主体育场为北京工人体育场（1959年建成的旧工体），其他场馆包括国家奥林匹克体育中心、北京体育师范学院、西郊射击场等。

## 比赛项目
本届远南运动会共有14个大项，分别是：
| - 射箭 - 田径 - 羽毛球 - 轮椅篮球 - 硬地滚球 | - 击剑 - 盲人门球 - 盲人柔道 - 射击 - 游泳 | - 乒乓球 - 轮椅网球 - 坐式排球 - 举重 |

其中，田径、游泳、乒乓球、射击、举重、轮椅篮球6项在本届运动会前中国国内的3届全国残运会上设立过。

## 火炬接力
1994年8月29日，本届远南运动会的圣火采集仪式在八达岭长城北侧第四烽火台举行，火种由中国首位残奥会金牌得主平亚丽与中国首位奥运会金牌得主许海峰共同采集，随后在延庆县、昌平县、海淀区传递。9月3日，火炬在健翔桥由已抵京的各参赛国家和地区残疾人代表传递至远南大厦南侧广场，当天最后一棒火炬交给全国政协主席、远南运动会组委会名誉主席李瑞环后，火种在远南大厦保存，火炬于9月4日下午3时送往工人体育场。

## 会徽与吉祥物
本届远南运动会的会徽为圆形，外侧为以奥林匹克五环的5种颜色组合而成的滚动圆环，圆环的空白组成五个白色的“6”字，内侧的绿色圆环中间为以中文“六”字变形构成的轮椅竞技动作图案。1994年9月4日，中国邮政在远南运动会开幕当天发行印有此会徽的1994-11号纪念邮票。
本届远南运动会的吉祥物为北京白鸭“强强”，其名称取“奋发进取、顽强拼搏”之意，能行善水的形象也象征着残疾人体育运动的蓬勃发展，又取意“春江水暖鸭先知”的诗句，以喻残疾人最先感受到人类的友善和社会的关怀。
上述会徽和吉祥物于1994年1月15日在组委会第二次全体会议上公布。

## 运输保障

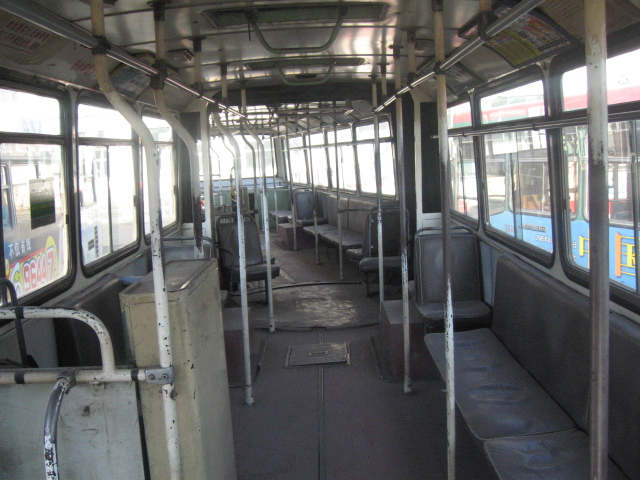
BK6180型车退役前内装，车内的纵列座椅处在本届远南运动会期间并无座椅

由于当时中国内地尚不具备超低地板/低入口客车的量产能力，北京公交使用北京客车总厂四厂当年基于斯太尔91总成新造的50辆BK6180型三级踏步前置引擎铰接客车接送本届远南运动会的运动员，这批车辆于1994年8月10日交付远南组委会，车内座椅被全部拆除，并由志愿者通过临时坡道转运乘坐轮椅的运动员上下车，轮椅在车内通过临时輪擋固定。这批车辆在本届远南运动会结束后安装纵列座椅，被派往长安街沿线的1路和57路，成为1999年地铁复八线开通前长安街（西单-东单段）沿线容量最大的公共交通车辆，1999年被派往北京西部线路，2005年退出运营:49。
此外，北京商用汽车制造厂、北京旅行车股份有限公司联合为本届运动会新造了30辆轮椅运动员专用后开门轻型客车。

## 电视转播
中国中央电视台第一套和第四套节目于1994年9月4日现场直播开幕式，各省级电视台同时转播。9月5日至10日，中央电视台在第二套节目每天19:30至21:25直播一场比赛，第三套节目（当时仍为开路传送）播放羽毛球、举重、轮椅网球3场比赛的部分实况录像，第一套节目则在22:30至22:45播出反映当天赛事和赛场内外花絮的节目。

## 开幕式
本届远南运动会开幕式于1994年9月4日晚20时在北京工人体育场开始，由中国残疾人联合会主席、运动会组委会主席邓朴方主持，各代表团按汉字笔画顺序入场。由于时任中国国家主席江泽民正在俄罗斯访问，本届远南运动会由时任国务院总理李鹏于20时55分宣布开幕，随后会场举行了文体表演《我们同行》。残疾人运动员代表蔡祖胜（游泳）、赵继红（跳远）、翟亮永（轮椅篮球）将火炬传递至场内后，主火炬台由1992年巴塞罗那残奥会金牌获得者孙长亭点燃。
國際帕拉林匹克委員會主席罗伯特·斯特德沃德、泰国副总理差瓦立·永猜裕，以及亚特兰大1996年残奥会组委会、长野1998年冬季残奥会组委会、曼谷第七届远南残疾人运动会组委会的代表也出席了开幕式。
开幕式电视解说员为中央电视台体育解说员宋世雄和北京电视台主持人余声。

## 参赛代表团
本届远南运动会共有42个国家和地区参赛：
| - 中国（东道主） - 馬爾地夫 - 马来西亚 - 马绍尔群岛 - 不丹 - 日本 - 中華台北 - 巴基斯坦 - 印度 | - 印度尼西亞 - 尼泊尔 - 西萨摩亚 - 纽埃 - 所罗门群岛 - 香港 - 泰國 - 基里巴斯 - 菲律賓 | - 密克羅尼西亞聯邦 - 越南 - 斯里蘭卡 - 斐济 - 缅甸 - 瑙鲁 - 蒙古国 - 新加坡 - 新西兰 - 新喀里多尼亞 - 澳門 |

其中，哈萨克斯坦、塔吉克斯坦、土库曼斯坦是首次参加远南运动会。

## 闭幕式
1994年9月10日下午17时，远南运动会闭幕式在中华民族园举行，第十四届中共中央政治局委员、国务委员李铁映在此宣布本届运动会胜利闭幕，会旗交接至下届远南运动会主办地泰国的代表。
已累计接待1811名运动员和官员的运动员村则于9月12日闭村。

## 奖牌榜
在本届远南运动会上，东道主中国队共夺得298枚金牌、238枚银牌、148枚铜牌，52项次超世界纪录。而在金牌榜上列第二至第六名的代表团依次是澳大利亚（50枚）、韩国（46枚）、新西兰（44枚）、日本（40枚）和香港队（19枚）。

## 会后

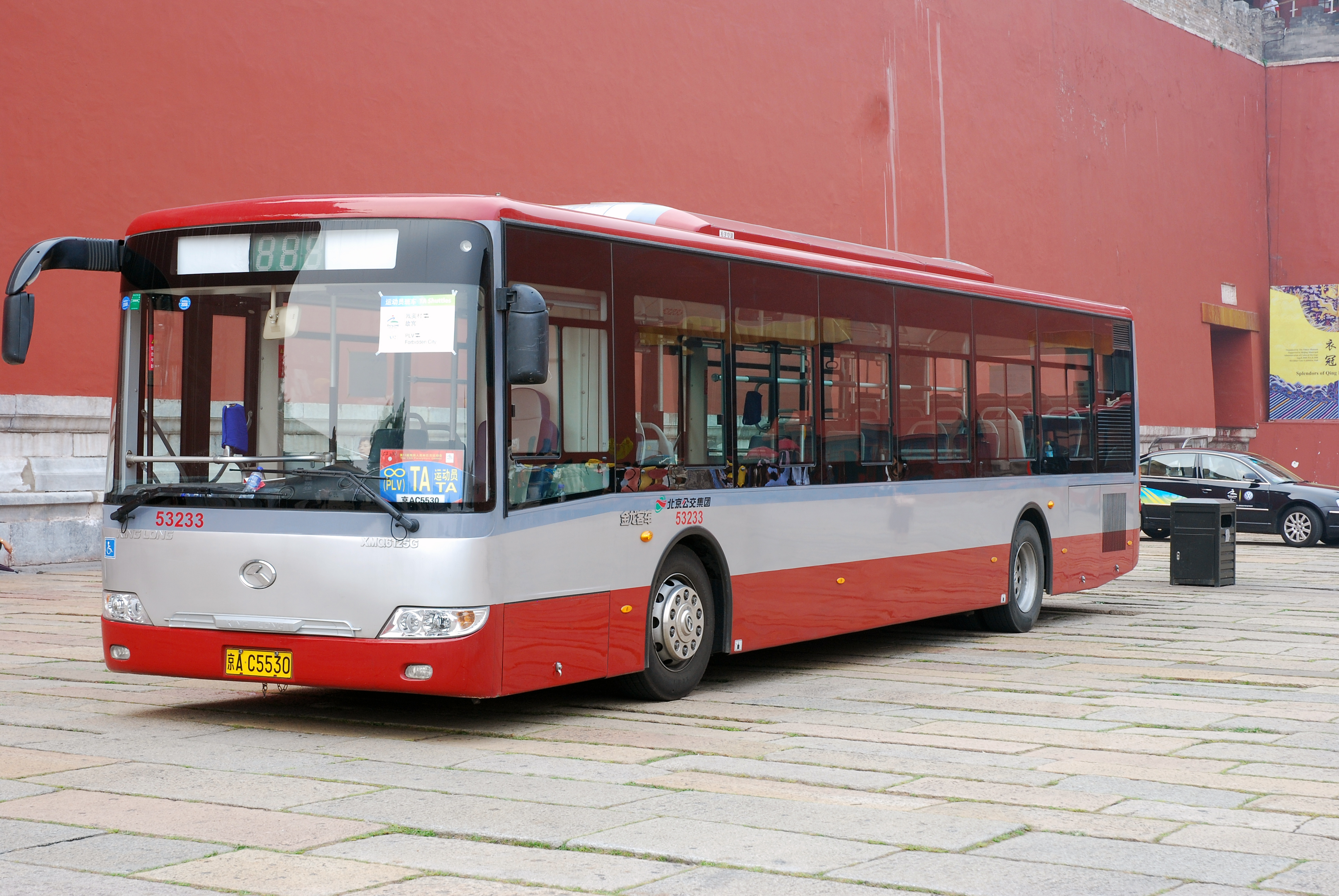
随着中国客车技术的发展，在2008年残奥会期间，北京公交已有足量超低地板车辆用于残疾人运动员的接送，无须如本届远南运动会般用高地板车辆配合临时渡板接送；图中的金龙XMQ6125G型（第二批）即2008年残奥会运动员接送车辆之一

亚洲残疾人奥林匹克理事会直至2002年10月30日才正式成立，当时管辖东亚、南亚和东南亚三个地区的国家残奥委员会，2004年开始管辖中亚、西亚地区的国家残奥委员会。2006年11月，在第9届远南运动会期间，远东及南太平洋区残疾人体育联会的远东部分并入亚残奥理事会，组建亞洲帕拉林匹克委員會，远南运动会随后转型为与亚运会同年同城举办的亚洲残疾人运动会，并于2010年在当年亚运会的承办地广州举办首届，2006年吉隆坡远南运动会也随之成为最后一届远南运动会。大洋洲残疾人奥林匹克委员会也于2006年从远南联合会分出。
2001年7月13日，北京获得第29届夏季奥运会和第13届夏季残奥会的主办权，此后随着中国多个客车生产商具备超低地板城市客车的生产能力，北京公交的无障碍化进程自2006年起加速推进，至2008年低地板（一级踏步）公交车辆已大范围在北京城区普及，该年残奥会运动员接送车辆亦由北京公交提供。
远南大厦在本届运动会闭幕后由中航技购置，改为其总部大楼以及凯迪克酒店，后者1995年8月开始试营业，2002年7月13日曾发生香港学童在客房划火柴引起的火灾，导致3人死亡。此后在奥林匹克公园工程实施范围内，该建筑是唯一得以保留的既有公共建筑。2005年7月初，已连续10年亏损、硬件损坏严重的凯迪克酒店更换管理层，由同属中航旗下的深圳市格兰云天大酒店输出管理，2006年3月停业改造后于2007年更名为北京凯迪克格兰云天大酒店，2007年10月15日中国共产党第十七次全国代表大会开幕当天重新开放，是距2008年夏季奥林匹克运动会主体育场国家体育场最近的酒店。因2008年夏季奧林匹克運動會開幕式当日傍晚适逢犹太教安息日（按星期五日落时刻起计），按教规无法在周五日落后乘车出行，北京奥组委2008年7月安排以色列总统希蒙·佩雷斯在赴京出席开幕式时下榻于此酒店，从而得以步行至国家体育场。